# Medzibrod
Medzibrod (1927–1946 slowakisch „Medzibrod nad Hronom“ – bis 1927 auch „Medzibrodie“; ungarisch Mezőköz – bis 1888 Medzibrod) ist eine Gemeinde in der Mitte der Slowakei, mit 1372 Einwohnern (Stand 31. Dezember 2024) und gehört zum Okres Banská Bystrica, einem Kreis des Banskobystrický kraj.

## Geographie
Die Gemeinde liegt in der Landschaft Horehronie am rechten Ufer des Hron, eingebettet zwischen der Niederen Tatra und der Poľana. Oberhalb des Ortes erhebt sich der Berg Veľká Chochuľa (1753 m n.m.). Das Ortszentrum liegt auf einer Höhe von 398 m n.m. und ist 20 Kilometer östlich von Banská Bystrica sowie 23 Kilometer westlich von Brezno gelegen.

## Geschichte
Der Ort wurde zum ersten Mal 1455 als Megywbrodye schriftlich erwähnt, entstand aber wahrscheinlich bereits im 14. Jahrhundert. Der Name leitet sich aus der ehemaligen Lage zwischen zwei Furten ab. Die Ortschaft gehörte bis 1848 zum Herrschaftsgut der Burg Liptsch. In Medzibrod besteht eine lange Bergbau-Geschichte, mit einer ehemaligen Goldgrube sowie einem Eisenerz-Bergwerk, das man vom 17. bis zum 19. Jahrhundert abgebaut hatte. Das Antimonerzvorkommen wurde letztendlich in den Jahren 1936–46 gefördert.

## Bevölkerung
| Jahr                | 1994 | 2004    | 2014    | 2024    |
| ------------------- | ---- | ------- | ------- | ------- |
| Anzahl der Personen | 1307 | 1303    | 1359    | 1372    |
| Unterschied         |      | −0,30 % | +4,29 % | +0,95 % |

| Jahr                | 2023 | 2024    |
| ------------------- | ---- | ------- |
| Anzahl der Personen | 1395 | 1372    |
| Unterschied         |      | −1,64 % |

Ergebnisse nach der Volkszählung 2001 (1315 Einwohner):
| Nach Ethnie: - 99,77 % Slowaken - 0,15 % Tschechen - 0,08 % Magyaren | Nach Religion: - 89,05 % römisch-katholisch - 5,25 % konfessionslos - 4,33 % evangelisch - 0,91 % keine Angabe |

## Bauwerke
- barock-klassizistische Kirche St. Johann von Nepomuk von 1791

## Persönlichkeiten
- Martin Sokol (1901–1957), slowakischer Politiker